# Paul Kenjirō Kōriyama
Paul Kenjirō Kōriyama (japonêsパウロ郡山健次郎, Pauro Kōriyama Kenjirō; nascido em 20 de agosto de 1942 em Tatsugō, Amami-Ōshima, Prefeitura de Kagoshima, Japão) é um clérigo japonês e bispo católico romano emérito de Kagoshima.
Paul Kenjirō Kōriyama recebeu em 20 de março de 1972 a ordenação sacerdotal da diocese de Kagoshima.
Papa Bento XVI nomeou-o Bispo de Kagoshima em 3 de dezembro de 2005. Seu predecessor Paul Shinichi Itonaga deu-lhe a consagração episcopal em 29 de janeiro de 2006; Os co-consagradores foram Joseph Mitsuaki Takami PSS, Arcebispo de Nagasaki, e Peter Takeo Okada, Arcebispo de Tóquio.
Em 7 de julho de 2018, o Papa Francisco aceitou sua aposentadoria por motivos de idade.